# رواد
راود : هي واحدة من مدن الجمهورية التونسية، تقع في ولاية أريانة. في عام 2016 كان عدد سكانها 106000 نسمة.
تعرف مدينة رواد بشاطئها "شاطئ رواد" المتموقع بين شاطئي قمرت وبنزرت وقد سميت المدينة بروّاد نسبة لسكان المدينة الأصليين "الرواوديّة" وقد شهدت المدينة تطور كبير وفي فترة وجيزة فقد كانت المدينة شبه ريفية "أراضي زراعية وتربية الأبقار والماشية.. لتصبح أكثر معمارا وقد نقص عدد الأراضي الزراعية بشكل واضح لتصبح أراضي سكنية. كما تطور عدد سكان المدينة بشكل ملحوظ منذ 2005 وتقام حاليا مشروع مدينة ميناء تونس المالي بلقرب من مدينة رواد.
تعتبر رواد ذات موقع إستراتيجي لقربها من كل من قمرت، المرسى، أريانة، وهي تعتبر من المدن والأماكن الحيوية.